# روسينت (باد كاليه)
روسينت، باد كاليه (بالفرنسية: Roussent)‏ هي بلدية تقع في إقليم باد كاليه من منطقة نور با دو كاليه في شمال فرنسا. تبلغ مساحة هذه المدينة 5.04 (كم²)، وترتفع عن سطح البحر 11 م، يبلغ عدد سكانها 192 نسمة حسب إحصاء المعهد الوطني للإحصاء والدراسات الاقتصادية سنة 2009 م. وترأس Régis Seine البلدية خلال فترة (2008-2014).